# 浯屿行政公署
浯屿行政公署，后改称浯屿特别区公署，是汪精卫政权厦门特别市下辖的一个行政机构。
1938年5月13日，厦门岛被日军占领。不久，日军占领厦门岛附近的浯屿（当时属海澄县港尾乡，今属漳州市龙海区港尾镇），并扶植莫清华、莫清苞兄弟和蔡两和组织浯屿自治会。1943年11月19日，浯屿划归厦门特别市政府管辖。浯屿自治会改组为浯屿行政公署（后改称浯屿特别区公署），莫清华为署长。1945年春天，莫清华向国民政府投降，国民政府收回浯屿，浯屿特别区公署解体。